# فیلم باب‌اسفنجی شلوارمکعبی
فیلم باب‌اسفنجی شلوار مکعبی (به انگلیسی: The SpongeBob SquarePants Movie) در ایران با نام باب اسفنجی در شهر ممنوعه انیمیشنی آمریکایی در ژانر کمدی ماجراجویی محصول سال ۲۰۰۴ است که بر اساس مجموعه انیمیشنی شبکه نیکلودئون، باب‌اسفنجی شلوارمکعبی ساخته شده‌است. کارگردانی، نویسندگی و تهیه‌کنندگی این فیلم توسط خالق سریال، استیون هیلنبرگ و کارگردانی بخش لایو اکشن توسط مارک آزبرن انجام شده‌است. در این فیلم افرادی همچون تام کنی، بیل فیجرباک، کلنسی براون، راجر آلبرت بومپاس، مستر لارنس، الک بالدوین، دیوید هسلهاف، اسکارلت جوهانسون، جفری تامبر، جیل تالی، کارولین لارنس، مری جو کتلت، دی بردلی بیکر، لوری آلن، نیل روس به صداپیشگی پرداخته‌اند. این اولین فیلم از مجموعه فیلم‌های باب‌اسفنجی است. داستان آن دربارهٔ پلانکتون است که نقشه‌ای برای ورشکسته کردن تجارت دشمنش، آقای خرچنگ، دزدیدن فرمول مخفی همبرگر خرچنگی و تصرف جهان با دزدین تاج شاه نپتون و جا زدن آن به آقای خرچنگ اجرا می‌کند. باب‌اسفنجی و پاتریک برای نجات آقای خرچنگ از خشم نپتون و بازگرداندن تاج و نجات جهانشان از سلطه پلانکتون، متحد می‌شوند و به شهر ممنوعه می‌روند تا تاج را برگردانند.
در سال ۲۰۰۲، هیلنبرگ پیشنهاد فیلمی با اقتباس از باب‌اسفنجی شلوارمکعبی را از پارامونت پیکچرز پس از اینکه چندین بار آن را رد کرد، پذیرفت. او تیمی از گروه نویسندگی سریال شامل خودش، درک درایمون، تیم هیل، کنت آزبورن، آرون اسپرینگر و پائول تیبیت را گرد هم آورد و آن‌ها فیلم را به‌عنوان یک سفر قهرمانی اسطوره‌ای ساختند که باب‌اسفنجی و پاتریک را به سطح می‌آورد. این فیلم در ابتدا قرار بود آخرین قسمت این مجموعه باشد، اما نیکلودئون قسمت‌های بیشتری از سریال را سفارش داد و سودآورتر شده‌بود، بنابراین هیلنبرگ از مجری‌گری کناره‌گیری کرد و تیبیت جای او را گرفت.
فیلم باب‌اسفنجی شلوارمکعبی در تاریخ ۱۴ نوامبر ۲۰۰۴ در لس آنجلس به‌نمایش درآمد و در ۱۹ نوامبر در ایالات متحده اکران شد. این فیلم به‌طور کلی نقدهای مثبتی دریافت کرد و ۱۴۱ میلیون دلار در سراسر جهان فروخت و هفتمین فیلم پرفروش سال ۲۰۰۴ شد. دو دنباله مستقل فیلم شامل: فیلم باب‌اسفنجی: اسفنج بیرون از آب (۲۰۱۵) و فیلم باب‌اسفنجی: اسفنج فراری (۲۰۲۰) می‌باشد و فیلم چهارم درحال ساخت است.

## خلاصه‌ای از داستان
رستوران خرچنگ بزودی شعبهٔ دوم خود را افتتاح می‌کند و آقای خرچنگ می‌خواهد یکی از کارمندانش را به عنوان رئیس شعبهٔ دوم رستورانش انتخاب کند. باب اسفنجی خود را رئیس رستوران جدید خرچنگ می‌بیند با اشتیاق به مراسم معرفی مدیر جدید می‌رود اما آنجا است که آقای خرچنگ به جای باب اسفنجی اختاپوس را انتخاب می‌کند و دلیل اینکار بی تجربگی باب است به همین خاطر باب اسفنجی ناراحت و عصبانی می‌شود و به همراه پاتریک به رستوران بادوم زمینی گوگولی مگول می‌رود در همین حین پلانکتون متوجه می‌شود یکی از نقشه‌های خود برای حکومت بر بیکینی باتم را اجرا نکرده. در ادامه پلانکتون تاج نپتون شاه را می‌دزدد و با ایجاد مدارکی آقای خرچنگ را متهم می‌کند و نپتون شاه به رستوران خرچنگ می‌رود و ابتدا قصد سوزاندن او را می‌کند ولی بعد به لطف باب اسفنجی و خواهش دخترش میندی، باب اسفنجی به همراه پاتریک راهی شهر ممنوعه می‌شود جایی که پلانکتون تاج نپتون شاه مخفی می‌کند، نپتون شاه ابتدا به این دو ۱۰ روز وقت می‌دهد ولی بعد به لطف پاتریک ۴ روز از فرصتشان کم می‌شود و باید تاج نپتون شاه را ۶ روزه پس بیاورند و تا آن موقع خرچنگ یخ زده در رستوران خود می‌ماند. اما باب و پاتریک تاج را به موقع می‌رسانند و پلانکتون شکست می‌خورد و به زندان می‌افتد.

## صداپیشگان

### صداپیشگان
- تام کنی در نقش باب‌اسفنجی شلوارمکعبی و گری حلزون
- بیل فیجرباک در نقش پاتریک ستاره
- کلنسی براون در نقش آقای خرچنگ
- راجر بومپاس در نقش اختاپوس هشت‌پا
- مستر لارنس در نقش پلانکتون
- الک بالدوین در نقش دنیس
- اسکارلت جوهانسون در نقش پرنسس میندی
- جفری تامبر در نقش شاه نپتون
- جیل تالی در نقش کارن
- نیل راس در نقش سیکلوپ
- دیوید هسلهاف در نقش خودش
- کارولین لارنس در نقش سندی چیکس
- مری جو کتلت در نقش خانم پاف
- لوری آلن در نقش پرل کربس

کارن واقعی در نقش کارن اسفنجی

### صداپیشگان دوبله فارسی
- هومن حاجی عبداللهی در نقش باب‌اسفنجی
- محمدرضا صولتی در نقش پاتریک، اختاپوس و آقای خرچنگ
- حامد عزیزی در نقش پلانکتون
- مجید حبیبی در نقش شاه نپتون
- آرزو آفری در نقش پرنسس میندی
- کیوان صادقی یگانه در نقش دیوید هسلهاف
- ساناز غلامی در نقش سندی